# Гранстрем, Евгения Эдуардовна
Евге́ния Эдуа́рдовна Гра́нстрем (20 июля 1911, Санкт-Петербург, Российская империя — 15 марта 1991, Ленинград, СССР) — советский византинист, палеограф и славист, доктор филологических наук (1969, диссертация «Греческие средневековые рукописи ленинградских хранилищ и проблемы истории письма и книги в Византии»).

## Биография
Родилась 20 июля 1911 года в Петербурге в старинной петербургской семье, дед — издатель детских книг, отец и мать — врачи (он хирург, она физиолог, работавшая совместно с И. П. Павловым). В 1927 году поступила на английское отделение Ленинградского института истории, философии литературы и лингвистики, которое окончила в 1932 году. Трудилась в ряде ВУЗОВ Ленинграда, в том числе в качестве библиотекаря. Начиная с 1934 года её трудовая деятельность была связана с ГПБ.
Скончалась 15 марта 1991 года в Ленинграде. Урна с прахом находится в колумбарии Богословского кладбища Санкт-Петербурга.

## Научная деятельность
Основные научные работы посвящены созданию сводных каталогов.